# ロッキー3
『ロッキー3』（ロッキースリー、原題: Rocky III）は、1982年製作のアメリカ合衆国の映画。

## 概要
『ロッキー』シリーズの3作目であり、『ロッキー2』（1979年）の続編。当初この｢ロッキー」シリーズはこの作品をもって完結する予定だった。
前作に引き続いてシルヴェスター・スタローンが監督・脚本・主演の三役を務めた。当初はシリーズ最終章の予定で製作されたため、師匠であるミッキーの死や、宿敵アポロ・クリードとの友情など、ストーリーに区切りをつける描写が多く見られる。
同年10月公開の『ランボー』撮影のための役作りの必要性もあり、トレーナーの指導の下、食事内容の改善と本格的な筋力トレーニングにより徹底的に肉体改造が施され、脂肪がそぎ落とされたスタローンの身体は前2作品とは全く印象を異にしている。
ミスター・Tやハルク・ホーガンといった豪華客演陣や様々な新展開などにより、本作において『ロッキー』シリーズの人気は決定的となった。

## ストーリー
宿敵アポロ・クリードとの凄絶なリターンマッチに勝利したロッキー・バルボアは、プロボクシング世界ヘビー級チャンピオンとして快進撃を続け、10度もの防衛に成功。その人気は国民的なものとなり、新聞や雑誌、TVCMに頻繁に出演し、満員の大観衆の中でプロレスの世界ヘビー級王者サンダー・リップスとチャリティー異種格闘技戦を行うなど、その存在はまさに時代の寵児となっていた。私生活でも巨万の富を得て、フィラデルフィアの豪邸で妻エイドリアンと息子と三人で何不自由ない生活を送り、ロッキーは今まさに幸せの絶頂にあった。
フィラデルフィア美術館に自身のブロンズ像が設置された日、除幕式の席上でロッキーは現役引退を発表する。会場でそれを聞いた世界ランキング1位の新進気鋭クラバー・ラングは、「ロッキーは弱い選手と戦ってばかりで自分から逃げている、世界1位の俺と戦え」と侮辱的な言葉で挑戦状を叩きつける。激昂して挑戦を受けようとするロッキーに対し、ミッキーは「クラバーの言う通り弱い選手と防衛戦を組んでいた」「クラバーは強い、お前に勝ち目はない」「どうしてもやるなら俺はトレーナーを降りる」と言い放った。
トレーナーを降りたがるミッキーを説得し、現役最後の試合としてクラバー戦に臨むロッキー。しかし試合直前、ミッキーは控室で持病の心臓発作を起こし重体に陥る。そしてロッキーは、ミッキーのアドバイスを実践できないままわずか2ラウンドでクラバーの強打にKOされ、心身ともに打ちのめされて帰ってきたロッキーの目の前でミッキーは息を引き取った。
失意のどん底に沈み、ミッキーと共にトレーニングを積んだジムを訪れたロッキーの前に、かつての宿敵アポロが現れる。「お前が負けたのはハングリー精神を失ったからだ」「俺と戦った時のお前は虎の目をしていた」そう言ってロッキーのトレーナーを買って出たアポロは、ロッキーとエイドリアンらを自らの故郷カリフォルニアに連れて行き、ロッキーの精神とボクシングスタイルの改造に取り組み始める。
敗戦のショックと、ミッキーが残した「弱い相手とマッチメイクしてお前を守ろうとした」の言葉で自信を喪失し、練習に身が入らないロッキーだったが、エイドリアンから「現実に目を向けて」と激励を受ける事で立ち直り、ハードトレーニングの末に闘争心を取り戻し、新しいファイトスタイルを手に入れる。そしてマディソン・スクエア・ガーデンで挑戦者として臨んだ王者クラバーとのリターンマッチ。アポロは友情の証に、かつて自分が身に着けていた物と同じ「星条旗柄のトランクス」をロッキーに手渡し、リングに送り出す。そしてゴング。かつてとは見違えるような引き締まった身体と軽快なフットワークで翻弄するロッキーを、若さと勢いで追い詰めてゆくクラバー。猛攻に晒されながら執拗に挑発を続けるロッキーはやがて反撃に転じ、壮絶な打ち合いの末ついにクラバーをマットに沈め、チャンピオンへと返り咲いた。
試合後、誰もいないジムの中にロッキーとアポロの姿があった。アポロがロッキーを鍛え直したもう1つの目的は、ロッキーに昔の自分を取り戻させ、その上でかつての敗戦の雪辱を果たすことだった。そして、観客が一人もなくゴングすらないリングの上で、親友同士二人だけのリターンマッチが始まるところで、映画は幕を閉じる。

## キャスト
| 役名                           | 俳優                                          | 日本語吹き替え                                                                                       | 日本語吹き替え | 日本語吹き替え |
| 役名                           | 俳優                                          | TBS版                                                                                                | 日本テレビ版 |                |
| ------------------------------ | --------------------------------------------- | --- | --- | -------------- |
| ロッキー・バルボア             | シルヴェスター・スタローン                    | 羽佐間道夫                                                                                           | 玄田哲章 |                |
| エイドリアン                   | タリア・シャイア                              | 松金よね子                                                                                           | 山像かおり |                |
| ポーリー                       | バート・ヤング                                | 富田耕生                                                                                             | 塩屋浩三 |                |
| アポロ・クリード               | カール・ウェザース                            | 内海賢二                                                                                             | 磯部勉 |                |
| ミッキー                       | バージェス・メレディス                        | 千葉耕市 （槐柳二）                                                                                  | 永井一郎 |                |
| クラバー・ラング               | ミスター・T                                   | 飯塚昭三                                                                                             | 内海賢二 |                |
| サンダー・リップス             | ハルク・ホーガン                              | 郷里大輔                                                                                             | 廣田行生 |                |
| デューク                       | トニー・バートン                              | 緒方賢一                                                                                             | 辻親八 |                |
| ロッキー・ジュニア             | イアン・フリード                              | 栗葉子                                                                                               | 浅井清己 |                |
| ラング戦実況スポーツキャスター | ストゥ・ネイハン                              | 糸博                                                                                                 | |                |
| ラング戦コメンテーター         | ビル・ボールドウィン                          | 村松康雄                                                                                             | |                |
| リングアナウンサー             | リロイ・ニーマン                              | 銀河万丈                                                                                             | |                |
| 異種格闘技戦レフェリー         | レッドシューズ・ドゥーガン （Ray Gedeon名義） | | |                |
| その他                         | N/A                                           | 作間功 北村弘一 大山高男 石井敏郎 石森達幸 加藤正之 山田栄子 古田信幸 木藤聡子 鈴木祐子 （乃村健次） | 内田直哉 小山武宏 たかお鷹 大川透 北村弘一 宗矢樹頼 諸角憲一 秋元羊介 湯屋敦子 小野塚貴志 くわはら利晃 松谷彼哉 清水敏孝 |                |
| 日本語版スタッフ               |                                               | | |                |
| プロデューサー                 | N/A                                           | 上田正人                                                                                             | 大塚恭司 嵓渕有子 |                |
| 演出                           | N/A                                           | 伊達康将 （鍛治谷功）                                                                                | 佐藤敏夫 |                |
| 翻訳                           | N/A                                           | 木原たけし （松崎広幸）                                                                              | 木原たけし |                |
| 効果                           | N/A                                           | 遠藤堯雄 桜井俊哉                                                                                    | |                |
| 調整                           | N/A                                           | 丹波晴道                                                                                             | 山田太平 |                |
| 制作                           | N/A                                           | 東北新社 TBS （ブロードメディア・スタジオ）                                                          | ムービーテレビジョン |                |
| 初回放送                       | N/A                                           | 1987年4月6日 21:02-23:04 『月曜ロードショー』                                                        | 2001年5月4日 21:03-22:54 『金曜ロードショー』                                                                            |                |

- TBS版は再放送時カットされた部分を同一声優（一部代役）で追加録音してDVD/BDに収録。

### 地上波放送履歴
| 回数  | テレビ局   | 番組名             | 放送日        | 吹替版       | 放送時間      | 放送分数 | 放送形態       |
| ----- | ---------- | ------------------ | ------------- | ------------ | ------------- | -------- | -------------- |
| 初回  | TBS        | 月曜ロードショー   | 1987年4月6日  | TBS版        | 21:02 - 23:04 | 122分    | 本編ノーカット |
| 2回目 | TBS        | 月曜ロードショー   | 1988年5月3日  | TBS版        | 21:02 - 22:54 | 112分    |                |
| 3回目 | 日本テレビ | 金曜ロードショー   | 2001年5月4日  | 日本テレビ版 | 21:03 - 22:54 | 111分    |                |
| 4回目 | テレビ東京 | 午後のロードショー | 2003年8月6日  | TBS版        | 13:30-15:30   | 120分    |                |
| 5回目 | テレビ東京 | 午後のロードショー | 2011年8月31日 | TBS版        | 13:35-15:35   | 120分    |                |

## スタッフ
- 監督・脚本 - シルヴェスター・スタローン
- 音楽 - ビル・コンティ
- 撮影 - ビル・バトラー
- プロデューサー - アーウィン・ウィンクラー、ロバート・チャートフ
- 編集 - ドン・ジンマーマン、マーク・ワーナー
- 主題歌 - サバイバー『アイ・オブ・ザ・タイガー』
- 日本語字幕 - 菊地浩司

## 評価
シリーズのマンネリ化の兆候や、前作までの不器用さゆえの苦悩を抱えるロッキー像が唐突に国民的スーパーヒーローに切り替わったことに対する批判も多く、それが高じてスタローン本人に対するバッシングも激しくなっていった。

## ブロンズ像
- 本作の撮影のために彫刻家A.トーマス・ショーンバーグによって作成され、撮影地であるフィラデルフィア美術館正面玄関階段（通称：ロッキー・ステップ）に設置されたロッキーのブロンズ像は後のシリーズでも度々登場した。
  - 2014年現在は階段下の右手に移設され、人気観光スポットのひとつとなっている。
- シリーズ6作目『ロッキー・ザ・ファイナル』では、像は市によって撤去された設定となっているが、そのさらに続編『クリード チャンプを継ぐ男』では上記と同じ階段下に像が置かれている。

## エピソード
- クラバーを演じたミスター・Tは、劇場公開の4年後、同作に出演していたハルク・ホーガンの縁でWWFのレッスルマニアに出場し、ロディ・パイパーとボクシングマッチを行っている。